# Tolštejn
Tolštejn (670 m n.p.m.) –  góra w masywie Gór Łużyckich w paśmie Sudetów Zachodnich, w Czechach.
Góra położona jest w północno-zachodnich Czechach w zachodniej części Gór Łużyckich na południowy zachód od miejscowości Lesné (cześć Jiřetína pod Jedlovou). Góra to dawna kopuła wulkaniczna, górna część góry zbudowana jest z fonolitu zawierającego kryształy szklistego skalenia, który często rozpada się na duże płyty. W dolnej jej część występuje twardy piaskowiec. Góra o wyrazistym kopulastym kształcie i stromych zboczach z dwiema charakterystycznymi szczytowymi skałami fonolitowymi wychodzącymi z piaskowców.
U podnóża góry rozciągają się łąki. Na jednym ze zboczy położona jest trasa narciarska z wyciągiem o długości 700 m i przewyższeniu 145 m. Południowo-zachodnie zbocze góry, skaliste, niedostępne w dolnej części częściowo porośnięte lasem mieszanym z przewagą buka. Pozostałe zbocza w środkowym pasie częściowo porasta las mieszany.

## Historia zamku

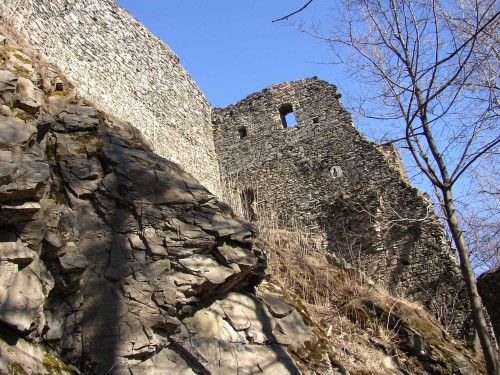
Mury zamku na skale

Na szczycie znajdują się ruiny średniowiecznego granicznego zamku Tolštejn z 1278 roku zbudowanego z kamienia. Był to zamek strażniczy strzegący szlaku handlowego łączącego ówczesne Łużyce z Czechami. Do dzisiaj droga ta nazywana jest "Starą Praską Drogą".
Po 1320 roku na zamku mieszkali rozbójnicy, którzy napadali na pobliskie miasto Żytawę i okolice. W 1337, na prośbę księcia Henryka I jaworskiego, żytawianie przeprowadzili skuteczny atak na zamek, by ukrócić rozbój. Zdobycie zamku zostało odnotowane przez żytawskiego urzędnika miejskiego, tym samym powstał najstarszy znany dokument, wzmiankujący zamek Tolštejn.
W czasie wojny trzydziestoletniej w 1642 zamek zdobyli i zniszczyli Szwedzi. W roku 1865 opuszczoną ruinę wydzierżawił Johann Josef Münzberg, który w wielobocznej baszcie urządził prosty bufet. Rok później zbudował gospodę „w stylu szwajcarskim”. W 1874 roku połączył obie skalne baszty mostkiem, a cztery lata później zbudował salę taneczną i restaurację, w której miał też małe muzeum. Restauracja funkcjonowała do końca 1977 roku.

## Turystyka
Na szczyt prowadzi droga oraz szlak turystyczny.
- czerwony – Europejski długodystansowy szlak pieszy E3.
- Na szczycie jednej z dwu górujących skał wykonany jest taras stanowiący punkt widokowy na okolicę i okoliczne wzniesienia Gór Łużyckich.
- Na szczycie, wśród średniowiecznych murów znajduje się mała przytulna restauracja z tarasem.